# Oncicola oncicola
Espèce
Synonymes
- Echinorhynchus oncicola Ihering, 1902 - protonyme[2]

Oncicola oncicola est une espèce d'acanthocéphales de la famille des Oligacanthorhynchidae. C'est un parasite digestif des félidés néotropicaux.